# Mariedal, Kungsholmen

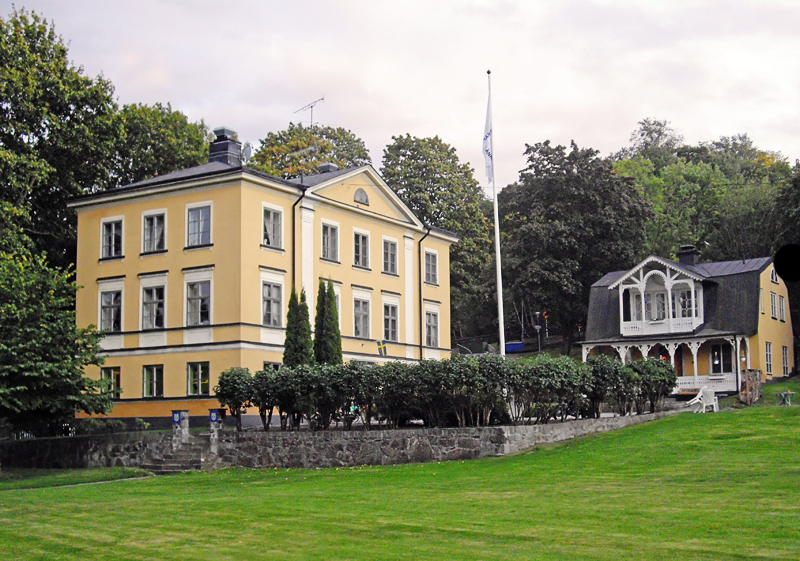
Mariedal.

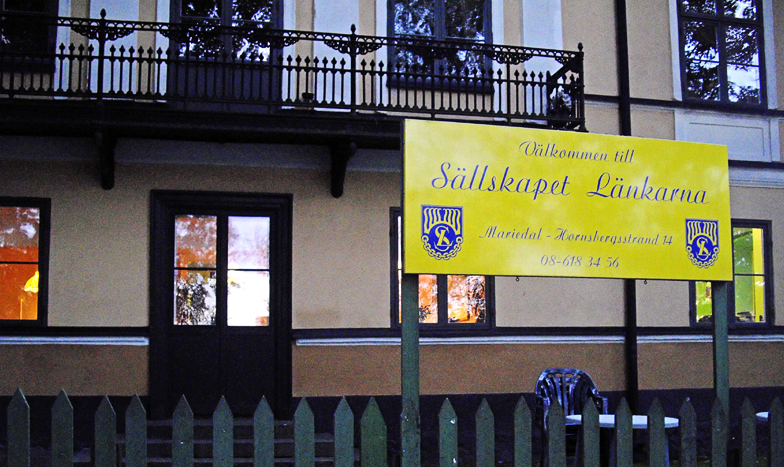
Huvudentré till Sällskapet Länkarna.

Mariedal är ett hus på Kungsholmen i  Stockholms innerstad som byggdes på 1700-talet. På 1600-talet låg Västra sjötullen här men flyttades 1805 till andra sidan vattnet vid Rörstrand. År 1849 byggde grosshandlare Carl Scharp om huset och gav det namnet Mariedal.
Garvaren Jacob Westin köpte stället och tillbringade sina sista år där, han dog 1880. Därefter var Mariedal 1907-1932 filial till S:t Görans sjukhus och användes som Hemmet för lupussjuka, för patienter med hudtuberkulos som behandlades med den så kallade Finsenmetoden, uppkallad efter den danske läkaren Niels Ryberg Finsen som uppfann metoden och fick Nobelpriset 1903. Under krigsåren utnyttjades Mariedal som militärförläggning.
Mellan 1962 och 2012 fanns sällskapet Länkarna i Mariedal. När Länkarna övertog huset var det illa åtgånget och nedslitet och saknade både vatten och avlopp. Föreningens medlemmar genomförde en grundlig upprustning, installerade vattenledning, toaletter och modern uppvärmning.